# Hermann Joha
Hermann Joha, né le 17 février 1960 à Lohr am Main, est un cascadeur, réalisateur et producteur de télévision allemand. Sa maison de production Action Concept est notamment à l'origine des séries télévisées Le Clown (1996-2001), Anges de choc (2002-2005) et surtout Alerte Cobra, qui dure depuis 1996.

## Biographie
Hermann Joha a commencé sa carrière comme cascadeur professionnel à 17 ans.
En 1982, il a fondé une entreprise d'unité d'entraînement de cascadeurs à Düsseldorf, pour les productions télévisuelles telles que la criminalité. 
Avec la création de la maison de production Action Concept, en 1992, Hermann Joha a repris, l'unité d'entraînement de cascadeurs pour les productions télévisuelles telles que les scènes d'action.
En 1996, il a reçu le lion d'Or pour son travail dans la série Alerte Cobra  et en 1997, il a été chargé de la réalisation des cascades de la série.
Après le lancement réussi de la série Le Clown en 1997, il a produit d'autres séries d'action tels que Motocops et Anges de choc.
Alerte Cobra est la série produite d'Hermann Joha qui à la plus longue longévité (27 ans [depuis 1995] et toujours en production), celle qui a le plus de succès à l'international, avec une diffusion dans 140 pays, et celle qui compte le plus d'épisodes (381 au 20/05/2022).